# Belforte (Parma)
Belforte
Belforte es una localidad que forma parte de la comuna de Borgo Val di Taro y se encuentra a una distancia de 8,82 kilómetros de este municipio. Está ubicado en la provincia de Parma en la región de Emilia-Romaña. 
Está a una altitud de 709 metros sobre el nivel del mar y se alza sobre una colina.
En Belforte se encuentra la Iglesia de San Miguel Arcángel (Chiesa di San Michele Arcangelo) en italiano.
En la cima del monte se encuentran los restos del Castillo de Belforte que fue propiedad de la familia Platoni y del Municipio de Parma. Más tarde fue conquistado por emperador Federico II Hohenstaufen quien se lo traspasó a su hijo Enzo de Sardegna. Posteriormente se abrieron paso las familias Rossi de Parma y Sanvitale.